# Escola Naval Superior Varna
43° 12′ 43,6″ N, 27° 55′ 54,7″ L
A Escola Naval Superior “Nikola Yonkov Vaptsarov” (VVMU) está localizada em Varnа. Seus ex-alunos servem na Marinha Naval е  civil da Búlgaria ou trabalham  como especialistas altamente classificados na industria naval do país ou no estrangeiro.

## Breve História
A Academia naval superior  „N. Y. Vaptsarov“ é a escola técnica mais antiga da Bulgária. A sua história e a sua actividade social, afirmam-na como a mais prestigiada escola marítima da Búlgaria. Seu desenvolvimento começa com várias estruturas independentes, que são predecessoras de modernas faculdades, departamentos, e faculdades profissionais, que estão incluídas na composição do " N. Y. Vaptsarov ".

### Primeiras décadas

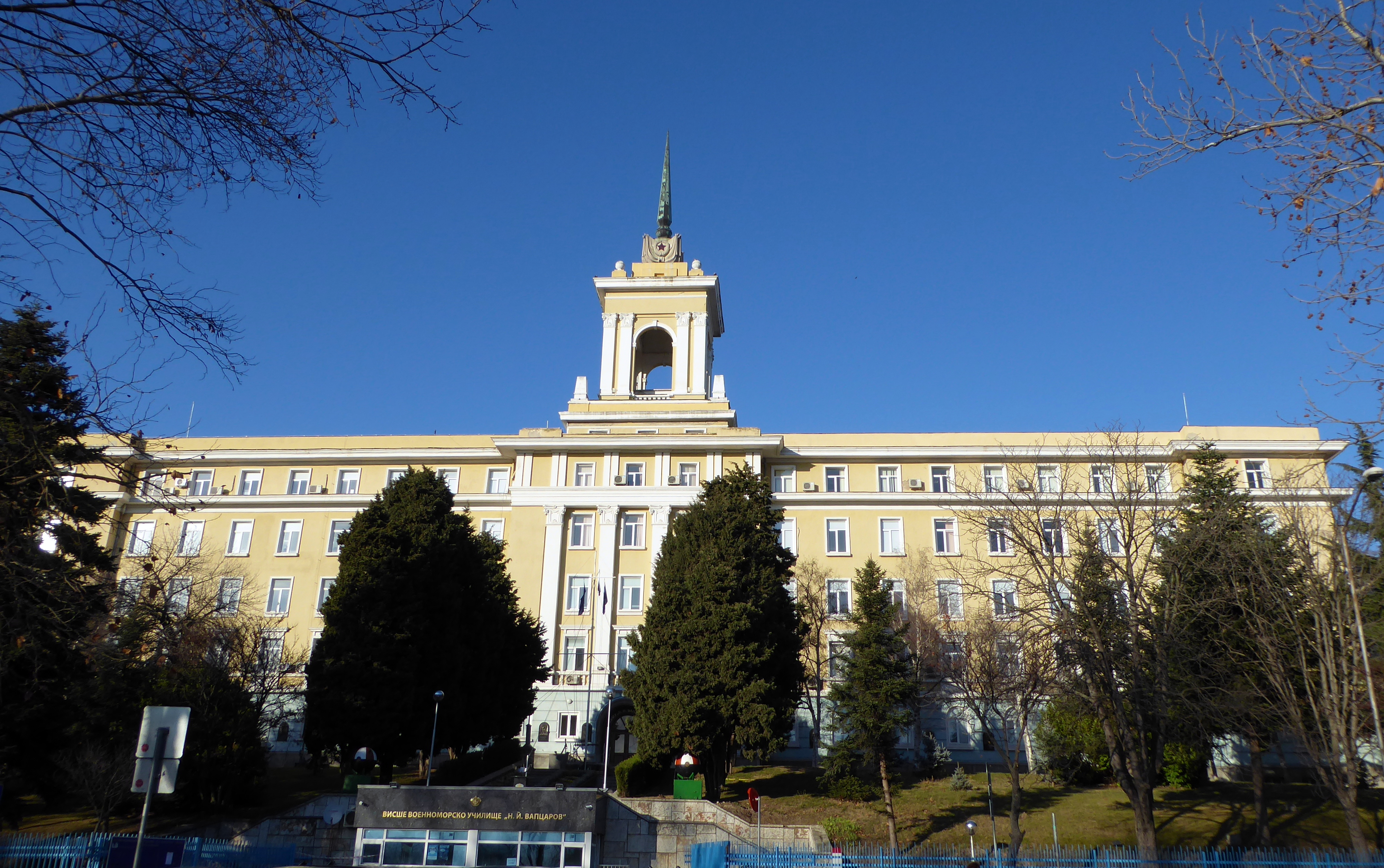
Escola Naval Superior “Nikola Yonkov Vaptsarov” Varna

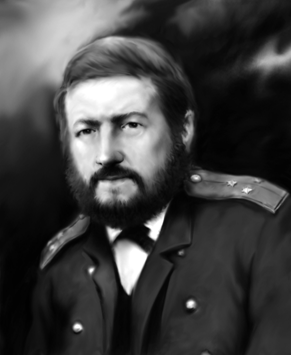
Capitão-tenente Alexander Konkevich, primeiro comandante da marinha búlgara e fundador da escola naval.

Os temas da educação marítima nativa foram colocados em Roussе com base na Circular №7/16 janeiro 1881 . do Ministério Militar do Principado da Bulgária. A circular diz que a “Escola Marinha”, foi formada a partir de 9 de janeiro. 
Como o iniciador da formação da escola, a história aponta para o capitão-tenente Alexander Egorovich Konkevich, “corajoso” a flotilha e parte marítima (nome oficial  VMS da Búlgaria durante o sec. ХІХ .).

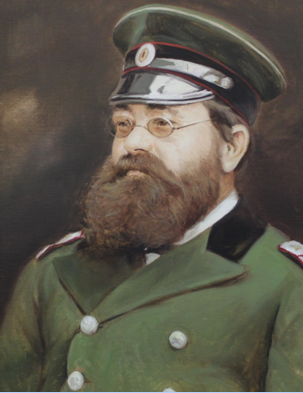
O Primeiro Chefe da Escola Marinha, um sub-piloto da frota, engenheiro-mecânico da Marinha, Pavel Mashin. Fotoprodução de um retrato a óleo. Hood. V. Chakarov.

Primeiro Chefe da Escola Marinha é o Sub-Engenheiro do Corpo da Frota de Mecânicos  Pаvеl Alekseevich Mashin, quem permaneceu no cargo até março de 1882 .
 

A Escola Naval era encarregada de preparar treinadores e bombeiros para a marinha do Príncipe. Depois de 1883 nos documentos a escola começou a ser chamada “Escola de Máquinas”, “Escola Técnica”, “Classe da Máquina”, mas não mudou seu status e ao mesmo tempo continuou com sucesso a treinar pessoal técnico para A frota e para a parte Marítma. Em 1885, os alunos da escola participaram da, guerra Servio-Búlgarа, dois deles premiados . Sob a influência das reformas do Ministro do Iluminismo Nacional, Georgi Zhivkov a última década do século XIX é caracterizada pelo desenvolvimento de instituições educacionais na Bulgária. Este processo também afetou a educação marítima. 

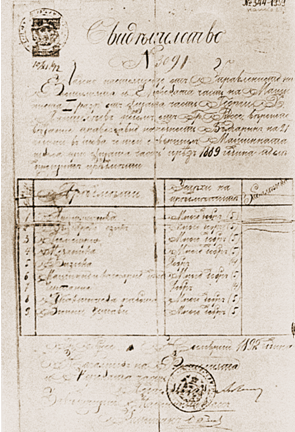
Diploma do graduado Georgi Haji Panteleev de 1892. O diploma mais antigo da Escola Naval conservado até hoje.

Como resultado, em 1892 a escola foi reformada e renomeada como Escola do Inter-oficial da Marinha que começou a educar contramestres, pilotos, artilheiros, mineiros e engenheiros. No mesmo ano, o primeiro "certificado" da alma mater náutica chegou até nós.
Em 1893 em Rousse foi formado o primeiro "curso temporário sobre ciência naval" para a preparação de oficiais de construção. Quanto à Academia Naval de 1881 não é apenas o início da Academia Naval "N. Y. Vaptsarov", mas também da moderna faculdade "Engenharia" e da maioria dos departamentos nela, deve-se enfatizar que o Curso de Estudos Navais Temporários (abreviado ainda mais Curso Temporário) de 1893 é protótipo da moderna Faculdade "Navegação" e seus departamentos como "Organização e gestão de unidades militares no nível tático","Navegação" e "Operação da frota e portos". Na verdade, com a formação do Curso Temporário Navegava  o desenvolvimento histórico das estruturas educacionais associados à preparação dos comandantes navais na Bulgária.
O curso é frequentado por oficiais que se formaram na Escola Militar em Sófia com o propósito de adquirir treinamento naval, bem como ex-alunos búlgaros de escolas navais estrangeiras, que por algum motivo não conseguem se formar no exterior. Ouvintes do Curso de Estudos Navais Temporários fazem um exame e adquirem a capacidade de oficiais navais.
No início do novo século XX, outro passo adiante foi dado pela Escola do Inter-oficial da Marinha. Em 1900, ela foi dirigida pelo tenente Todor Solarov. Foi com ele que a escola foi transferida para Varna e rebatizada de "Escola Mecânica da Marinha". Todor Solarov justificou a necessidade de uma preparação mais minuciosa dos seus diplomados, o que resultou em 1904, com uma lei da Assembleia Nacional, a escola tornou-se a primeira escola técnica secundária no país. O período de treinamento é estendido para seis anos. Em 1906, a escola emitiuos primeiros testemunhos maduros.
Em 1910, o primeiro edifício especialmente projetado foi construído em Varna para as necessidades da "Escola Mecânica na Marinha de Sua Majestade". A parte deixada em Rousse foi transformada na "Escola de Minas” (Escola de Minas com escola de fogo) com um período de treinamento de quatro anos, incluindo treinamento prático, já que os dois primeiros anos de treinamento dos alunos são reconhecidos como perdidos em seu serviço militar obrigatório. A escola de minas em 1909 foi temporariamente fechada. Em 1912, devido ao aumento das necessidades da frota de pessoal técnico da Marinha, foi restaurada com o nome de "Escolas Especiais", que por sua vez obedeceu a uma estrutura recém-formada chamada "Parte de Aprendizagem" (subseqüentemente renomeada "Parte de Aprendizagem Marinha").
As escolas foram documentadas em 1912, mas somente em 1913 a primeira turma de 34 alunos foi aceita. Inicialmente, as "Escolas Especiais" tiveram três departamentos (escolas): eletrotecnia de minas, fogo e pilotagem.
No decorrer da Primeira Guerra Mundialforam formadas e por um curto período de tempo a "Escola de Mergulho" e a "Escola Radiotelegráfica". O curso de formação nas escolas era de quatro anos. Eles podem ser adotados como o moderno Departamento de Qualificação de Pós-Graduação   e "Faculdade Profissional de Educação Elementar" na composição da atual Escola Superior Naval "N. Y. Vaptsarov ".
Já em 1912, sob o chapéu da Parte de Aprendizagem , não apenas as Escolas Especiais, mas também a "Escola Mecânica da Marinha de Sua Majestade". Durante as guerras pela unificação nacional (1912 - 1918) os alunos da "Parte de Aprendizagem" participaram das atividades de limpeza de minas e ações de minas, o ataque contra o cruzador "Hamidie", aterrissando em Balchik, Kavarna e Kaliakra na batalha de Balchik em 13 de dezembro de 1916. A eles recai a honra de liderar a nova técnica na Marinha: aviação do motor da água  e o primeiro submarino búlgaro . 
Durante este período, o estudo do francês começou e depois o da língua alemã resultado disto entre os graduados da Escola Mecânica na Marinha de Sua Majestade se fez uma seleção dos futuros oficiais da Marinha, para serem enviados para treinamento na Escola Naval de Livorno (Itália - 1914), e depois na Escola Naval "Murwick" (Alemanha - 1916 - 1918).

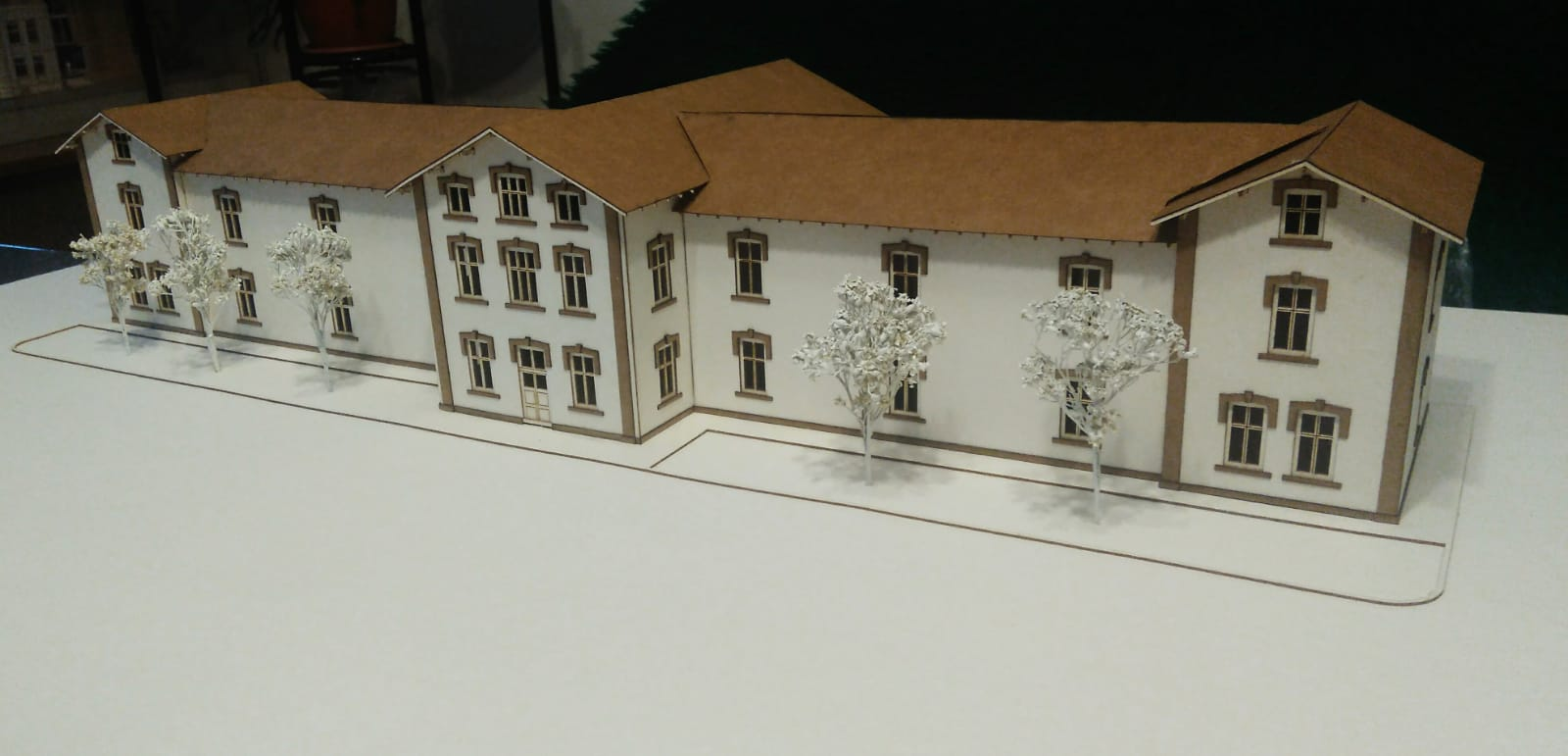
Vista para a entrada do desfile do edifício central da Escola de Máquinas na Frota de Sua Majestade até 1916. Escala 1: 100. Autor do modelo: arch. Stoyan Stamov

Na própria escola de máquinas , a Marinha de Sua Majestade também fez mudanças. Em 1917 depois de um breve curso de qualificação de um grupo selecionado de ex-alunos formados, o primeiro oficial da escola foi formado . Em 1918 a escola recebeu o edifício do Aquário no Jardim do Mar onde permaneceu até 1922.
Após o fim das guerras pela unificação nacional, o sistema búlgaro de educação marítima passou por uma reorganização. A seção escolar era agora chamada de "Parte da Escola Marítima" e, pela primeira vez sob seu comando, todas as estruturas educacionais, a partir do qual a maioria das faculdades modernas, departamentos, catedra e colégios da Escola Superior Naval "N. Y. Vaptsarov".
No período 1919 - 1920, o "curso de formação de Oficiais (sucessor do Curso Temporário) não só foi realizada com sucesso, mas também ditou que, pela primeira vez com base no Decreto do Conselho de Ministros №6/1.6.1920.  foi emitido um certificado de educação naval especial completada "sob o programa completo do Corpo de Fuzileiros Navais em São Petersburgo". Diplomas de ensino superior também foram concedidos a ouvintes de edições anteriores do curso. Posteriormente, o currículo desta estrutura foi significativamente melhorado. 
Em 1925 e 1928, com base na experiência até então, dois cursos de construção naval foram formados, em que "estudantes" depois de anos de formação em teoria e na prática emitiam certificados de conclusão de uma educação naval especial mais alta . 
Entre os atestados estavam muitos jovens oficiais do Serviço de Polícia Marítima (o nome sob o qual oficialmente existia a Marinha Búlgara sob a tutela do Tratado de Neuilly) e futuros “capitães de longas viagens” na empresa de transporte comercial búlgaro (o predecessor do BMF AD) ).

### Escola Mecânica Marinha
Durante a primavera de 1921, sob os termos do Tratado de Paz de Neuilly, a grandiosa frota  foi desmantelada. Mas um ano antes, a Escola de Máquinas já não estava controlada no Ministério Militar, e foi renomeada como Escola de Mecânica Marinha. O treinamento prático era realizado com minerais e arsenal em armários eletrônicos em centrais telefônicas, em transmissores de rádio, em usinas de energia, em departamentos G.P. e oficinas, em Bojuriste, nas minas de Pernik e em outros lugares. A escola estava sob a liderança do Ministério da Indústria e do Trabalho por um tempo, e mais tarde pelo Ministério das Ferrovias, Comunicações e Portos. Nos exames de matrícula havia um enviado do Ministério da Energia. Os graduados da escola tinham o direito de frequentar todas as escolas técnicas superiores e inclusive  no exterior do pais. Após o término da Primeira Guerra Mundial, a Escola de Enfermagem (departamento) das Escolas Especiais Marinhas foi identificada e transformada em Escola de Pesca, que existiu até 4 de abril de 1933 . 
Em 1930, as Escolas Especiais Marinhas foram reformadas e três departamentos foram criados: elétrica, máquina e motor. Seus programas (currículos) foram complementados e melhorados. Deve-se resumir que a Escola de Mineração, renomeada posteriormente em Escolas Especiais, e a Escola de Máquinas de Frota são as primeiras escolas do país, que prepararam sistematicamente quadros qualificados para a frota e para a emergente indústria búlgara.  
Em 1929, o Estatuto da Escola de Mecânica Marítima foi determinado por lei e foi renomeado para “Escola Marinha”. Dois anos depois, foi formado um departamento "Maritimo", que tinha a tarefa de treinar oficiais para a marinha mercante. Oficiais do Serviço de Polícia Marítima foram parcialmente treinados na Escola Marinha de Varna, mas eles se formaram na Escola Militar de Sófia, onde também estudaram uma certa gama de disciplinas. A escola em Sofia, que é uma instituição de ensino superior desde 1923, emite diplomas na medida em que o oficial é obrigado a ter um ensino superior, e sob os termos do Tratado de Neuilly, a Bulgária pode ter apenas uma escola militar. 
Em 1934, a Escola de Mecânica Marinha foi transferida para os edifícios da já fechada Escola de Pesca na ilha de São Kirik perto de Sozopol. Em 1940, a escola retornou a Varna no grande edifício representativo na rua  "Stefan Karadja“. Nesse mesmo ano, seus ex-alunos participam do desembarque em Balchik após o retorno do sul de Dobrudzha às fronteiras do Reino da Bulgária. Em 1942, com o decreto real, a Escola Marítima recebeu o status de uma escola secundária especializada de mar e o nome “Escola Naval de Sua Majestade”. Em 1943 foi formado o Departamento de Marinha da Escola de Oficiais da Reserva - Varna, estabelecida no Mar Naval do Noroeste da Bulgária, uma escola para a formação de oficiais de reserva para o Corpo de Fuzileiros Navais. 

### Período após a Segunda Guerra Mundial
Após a Segunda Guerra Mundial, a frota naval da Bulgária tinha um número limitado de navios e tarefas, e a marinha mercante estava quase liquidada. Aos poucos, começou a recuperar e aumentar o número e os tipos de navios, o que exigia treinamento acelerado do pessoal de comando de acordo com a nova técnica e organização do trabalho.
Desde 1945 a Escola começou a desenvolver novos currículos e programas de treinamento para navegadores e mecânicos, necessário para as necessidades da frota militar e civil. Entre 1945 e 1946, a escola foi chamada de “Escola Nacional Naval no Corpo de Fuzileiros Navais”, e em 1946 - 1949 - "Escola Naval Nacional". Em 1949, a Escola Marítima assumiu como patrono Nikola Vaptsarov, poeta, graduado pela turma de 1926, e recebeu o nome de "Escola Nacional Naval Nikola Yonkov Vaptsarov".
Uma página especial na história da alma mater náutica é a formação de estrangeiros, na medida em que este é um critério objetivo para o crescente prestígio internacional da escola. O começo foi definido em 1953 quando os estudantes suecos e albaneses foram estudar na escola. Até 1994 a Academia Naval Nikola Y. Vaptsarov recebera 141 graduados de um total de onze países de quatro continentes.
Em 1954, a escola foi introduzida no atual complexo de treinamento na rua “Vasil Drumev” Nº73. Por decreto do Presidente da Assembleia Nacional de 1956 foi concedido o status de uma escola marítima de engenharia sênior e foi renomeado "Escola Superior Nacional Marítima N. Y. Vaptsarov".
Na sequência do Decreto 251 da Presidência da Assembleia Nacional, em 1956, graduados do Instituto Superior de Matemática e Física foram reconhecidos com educação marítima altamente qualificada como engenheiro naval e engenheiro de mecânica naval. Em 1960 foi inscrito nos registos da Organização Marítima Internacional  (OMI) para a ONU, que reconhece os diplomas dos seus alunos para todos os profissionais navais em todo o mundo. Em 1968, o edifício principal do complexo foi atualizado para um andar. Durante este período novas unidades de navios de guerra e equipamentos entraram na Marinha. A Frota Marítima Búlgara (BMF) completava continuamente sua composição com novos navios construídos na Bulgária ou comprados no exterior.
No auge do seu desenvolvimento em 1985, o BMF tinha 127 navios com um total de mais de 1,8 milhões de toneladas de peso bruto. Esta enorme frota requeria um aumento constante no número de alunos aceitos e graduados, que em alguns anos chegava a 100 - 110 pessoas em uma empresa de navegadores e mecânicos. Um período intensivo da VNVMU começou em todas as direções: instalações de treinamento e matérias de treinamento, ensino, trabalho metodológico e educacional, aumentando a qualificação do corpo docente, investigação, desenvolvimento e implantação de invenções e racionalizações.
Condições de ensino especializados para todos os departamentos  que estavam sendo criados para melhorar o treinamento prático dos estudante e cadetes . Grande parte do equipamento - suportes, maquetes, seções, etc. estava sendo desenvolvido por professores e tutores, e outra parte foi comprada. É dada especial atenção aos simuladores de treinamento: em homenagem ao 100º aniversário da escola foi colocado em operação o primeiro simulador " relógio mecânico" para a educação e formação de mecânicos.
Em 3 de março de 1986, foi inaugurado o maior Planetário dos Balcãs, na área da Escola, que é utilizado tanto para treinamento de estudantes do curso de navegação na disciplina "Astronomia Marinha", como para os hóspedes da cidade. O diâmetro da cúpula é de 18 metros e tem 120 lugares. Estão previstos quatro ciclos temáticos com demonstração em nove línguas de trabalho.
Novos edifícios residenciais para os estudantes, um complexo esportivo com um hall funcional e uma piscina, etc. foram construídos. Os planos e programas de currículo são continuamente aprimorados e a principal tarefa é preparar os alunos para atender às altas exigências da marinha mercante e militar renovada. Para este fim, várias formas de trabalho são utilizadas: Discussões metodológicas nos departamentos, reuniões anuais com o corpo docente dos departamentos relacionados de outras escolas militares superiores no país para compartilhar a experiência adquirida na visualização e na metodologia de rrealização de sessões teóricas e práticas, bem como na utilização de novos meios técnicos e didácticos no processo educativo. Todas as formas possíveis de inclusão ativa dos alunos no processo de aprendizagem são usadas para cumprir os altos objetivos educacionais estabelecidos.
Um grande número de diplomados começa a trabalhar a partir do primeiro curso no Movimento pela TNTM (Criatividade Técnica e Científica da Juventude), expandindo gradualmente seus conhecimentos e habilidades, e muitas vezes seu desenvolvimento está crescendo em trabalho do diploma. Trabalha-se ativamente no equipamento das salas de estudo e nas salas de estudo, bem como em temas científicos e práticos. Todos os anos, a Exposição TNTM é realizada na Escola, onde os cadetes e seus supervisores apresentam seus trabalhos, e a comissão avalia suas realizações e premia as mais significativas. A seguir a uma revisão da TNTM no VMF, e os melhores desenvolvimentos vão para a Exposição TNTM do Exército Nacional Búlgaro (BNA), que é realizada com mais frequência nos palácios da Feira de Plovdiv. Assim, toda a cidadania poderia estar familiarizada com as conquistas de jovens oficiais, cadetes e soldados. 

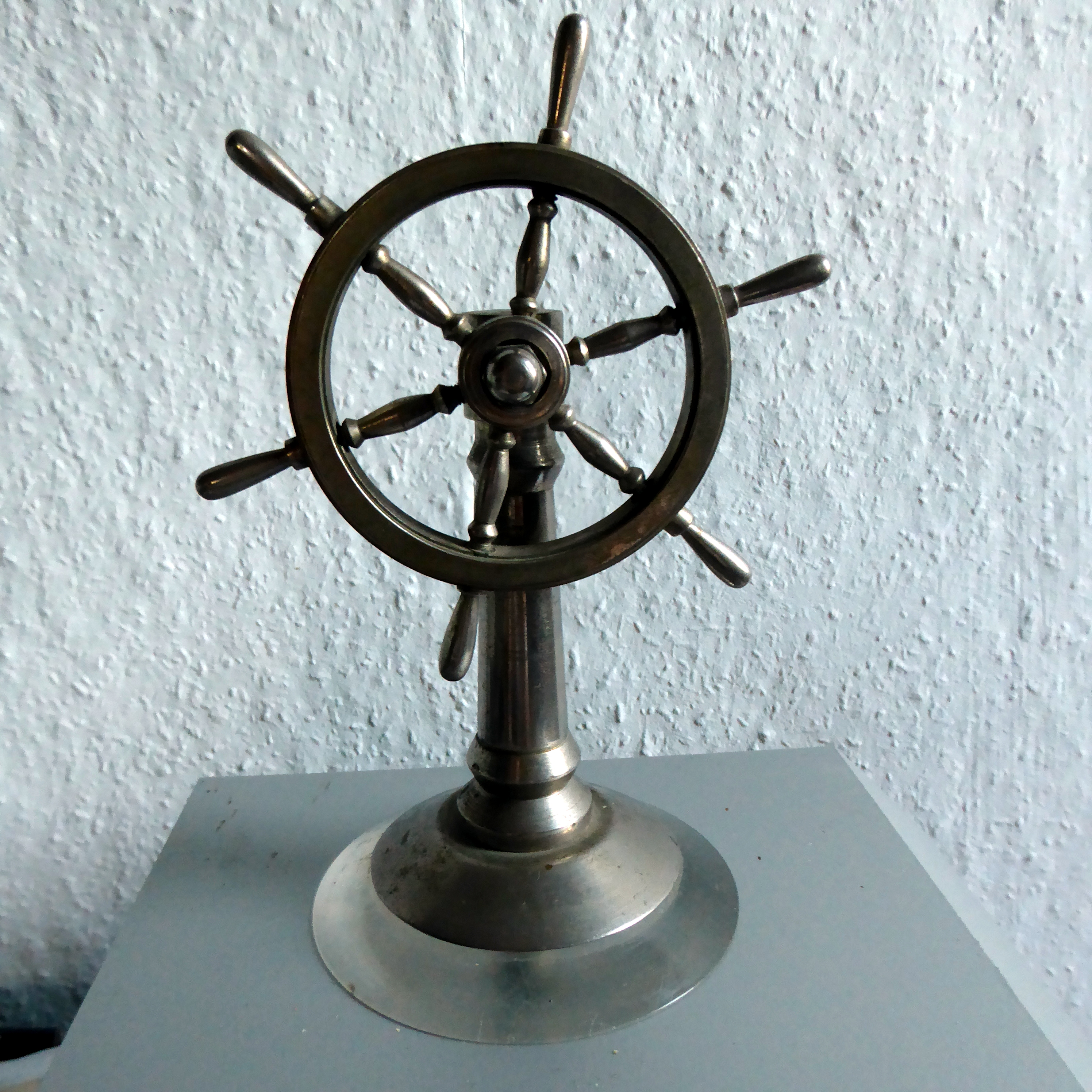
Prêmio de Contribuição ao Movimento da Criatividade Técnica e Científica da Juventude da Marinha. (TNTMF), IX Exibição, 1977, ao Eng. Ten. А. Tochkov.

Nestas exposições VNVMU "N. Y. Vaptsarov "sempre ganhou prêmios. Nos primeiros lugares também sempre estão as equipas da VNVMU nas Olimpíadas de Física, Matemática, Desenho da Máquina, etc. tanto a nível do exército como a nível nacional.
A cada ano, a Escola organiza um curso de pesquisa acadêmica, que relata trabalhos teóricos e científicos, os melhores são publicados na Coleção e seus autores são premiados. A participação de cadetes e docentes nas atividades de racionalização e invenção  também é incentivada. A Escola conta com um Conselho Técnico-Econômico (TIS), que revisa mensalmente os pedidos de racionalização apresentados e determina o valor da remuneração da equipe. Acima de tudo se desenvolvem estandes e instalações, equipamentos de medição e entre outros que são desenvolvidos para apoiar o processo de aprendizagem e o trabalho de pesquisa. Com o título de "Inovador Honrado" da Bulgária foram premiados os oficiais-professores Tsvetan Papazov, Velichko Yanakiev e outros. 
O primeiro especialista patenteado da escola, Capitão III categoria Atanas Tochkov, também foi patenteado na Escola Patenteada em Sófia no ano 1988. Nos anos seguintes, o número de pedidos de reconhecimento de invenções e amostras industriais elaborados, apresentados e aceitos pelo Escritório de Patentes aumentou substancialmente, sendo os autores principalmente jovens educadores que desenvolvem trabalhos científicos ou participam de diversos temas aplicados. Durante este período, uma das salas de leitura da Biblioteca da Escola foi reconstruída e equipada com terminais e funciona como um Centro de Informação diretamente ligado à Biblioteca Técnica e de Ciências (NTB) em Sófia. Pela primeira vez no BNA, os cadetes e professores  da VNVMU têm a oportunidade de entrar diretamente na imensa biblioteca do NTB e procurar literatura, artigos científicos, artigos, etc., necessários para o seu trabalho. 
A biblioteca atualmente disponível contém 125.000 unidades de biblioteca.  Durante este período, também foi feito muito trabalho  em tópicos do Setor de Pesquisa e Desenvolvimento (NIS). Na escola foi construída uma estrutura que administra essa atividade, e a experiência acumulada e a alta qualificação do corpo docente e da equipe permitem resolver com sucesso os problemas das forças armadas e da marinha mercante, bem como das empresas e locais civis. Especialmente ativos nesta atividade são os departamentos técnicos.
Uma análise aprofundada do desenvolvimento científico do corpo docente ocorre anualmente na Sessão Científica da Escola, com a participação de professores e acadêmicos da VNVMU e de outras escolas militares, universidades e organizações na Bulgária e no exterior. Os resumos são publicados nos Trabalhos da "VNVMU N.Y. Vaptsarov".
Juntamente com o ensino e atividades práticas, muita atenção é dada à formação dos alunos como profissionais morais e responsáveis, que são capazes de trabalhar com pessoas.
Oficiais da escola, juntamente com estudantes do ensino médio, participaram ativamente da chamada Operação "Glória Búlgara", que foi concebida para apoiar a educação de crianças em idade escolar em um espírito de patriotismo e amor à nação. Para este propósito, foram organizadas reuniões com veteranos da Segunda Guerra Mundial, as crianças foram treinadas em várias habilidades técnicas, tais como fazer nós marinhos, pesquisas da música, solenidade de fogos de artifício em homenagem a datas comemorativas, e outros.
Em geral, durante estes anos a VNVMU “N.Y. Vaptsarov” é amplamente conhecida no exército e círculos acadêmicos do país construída com relacionamentos modernos tanto entre professores e pessoal executivo, e entre estes estão os cadetes, com criatividade e atmosfera socio-psicológico favorável, são altamente treinados, disciplinados e profissionais responsáveis com diplomas reconhecidos em todo o mundo.
Em 1989, a Bulgária tomou o caminho da mudança democrática, e as inevitáveis turbulências também afetaram o VNVMU "N. Y. Vaptsarov". Começou a mudar principalmente em estruturas político-partidárias, mas mudanças significativas foram levadas ao estado, bem como a dovolução da parte principal do pessoal docente. Desde 1991, a escola foi renomeada para VVMU "N. Y. Vaptsarov". Entre 1998 e 2001, a Escola esteve em séria crise devido principalmente à falta de uma estratégia de longo prazo para o desenvolvimento da Marinha, Indústria Marítima e Comércio na Bulgária. Não existia uma avaliação real e objetiva da especificidade e importância da Escola como um fator chave para fornecer a equipe qualificada necessária para o país. Por várias razões de negócios, o Ministério da Defesa estava tentando impor a idéia de ter apenas uma Universidade Militar Nacional baseada na Escola Militar de Veliko Tarnovo e todas as outras escolas militares mais altas para se tornarem faculdades. Honra a toda a comunidade de Varna, bem como a todos os cientistas marinhos do país que se opuseram resolutamente a essas intenções.
Em 2000, a VVMU foi inscrita na "Lista Branca" da IMO como uma escola com educação marítima aprovada sob a Convenção 78/95 da STCW. Em 2001, com uma decisão da Agência Nacional de Avaliação e Credenciamento, o Conselho de Ministros concedeu o credenciamento completo como instituição de ensino superior, de acordo com a recém-adotada Lei do Ensino Superior. 
Em 2000 recebeu um certificado de qualidade ISO 9002.4 na especialidade "Navegação" do Lloyd Register , e em 2004 -ISO 9001 – 2000 para todas as especialidades. Após uma longa discussão, uma decisão na 39ª Assembléia Nacional de 14 de Junho de 2002, as escolas militares mais altas em Veliko Tarnovo, Shumen e Dolna Mitropolia foram convertidas na “Universidade Nacional Militar Vassil Levski”, com sede em Veliko Tarnovo, com três faculdades respectivamente. A escola marítima em Varna manteve sua própria independência sob o nome "VVMU N. Y. Vaptnsorov".
Em setembro de 2007, a pedido do Ministro da Defesa e com a ordem do Ministro da Educação e Ciência da República da Bulgária, um Colégio Profissional do Ensino Fundamental foi estabelecido na Escola Secundária "Nikola Y. Vaptsarov" em Varna. Hoje em dia, a escola se desenvolve ainda com seu equipamento moderno e sua base técnico-material , e graças ao seu pessoal de ensino muito bem treinado, é capaz de monitorar as mudanças dinâmicas na estratégia da UE, a OTAN e a Organização Marítima Internacional (IMO), bem como preparar RMCs qualificados, a frota comercial e outras estruturas no país e no exterior.

## Estrutura moderna
A Escola Superior Naval “Nikola Y. Vaptsarov” contemporânea consiste nas seguintes unidades: Faculdade de Navegação, Faculdade de Engenharia, Departamento de Formação de Pós-Graduação e Formação de Estudantes Estrangeiros, e Colégio Profissional de Cirurgiões . A escola está preparando homens e mulheres para os seguintes especialidades  marinhas:
A. Para a Marinha de Guerra, com uma duração de 5 anos. Graduados bem sucedidos recebem ambos os graus de bacharel, respectivamente nas especialidades militar e civil. As especialidades são:
1. Navegação para a Marinha;
2. Máquinas de navios e mecanismos para a Marinha;
3. Comunicações navais e sistemas técnicos de rádio.

B. Para o setor marítimo civil, com duração de quatro anos. Graduados com sucesso recebem um diploma de bacharel. As especialidades são:
1. Navegação;
2. Eletrônica de rádio do navio;
3. Máquinas e mecanismos de navios;
4. Equipamento elétrico do navio;
5. Tecnologia de reparo de navios;
6. Operações de frotas e portos;
7. Engenharia oceânica;
8. Transporte fluvial;
9. Gestão de transporte de água;

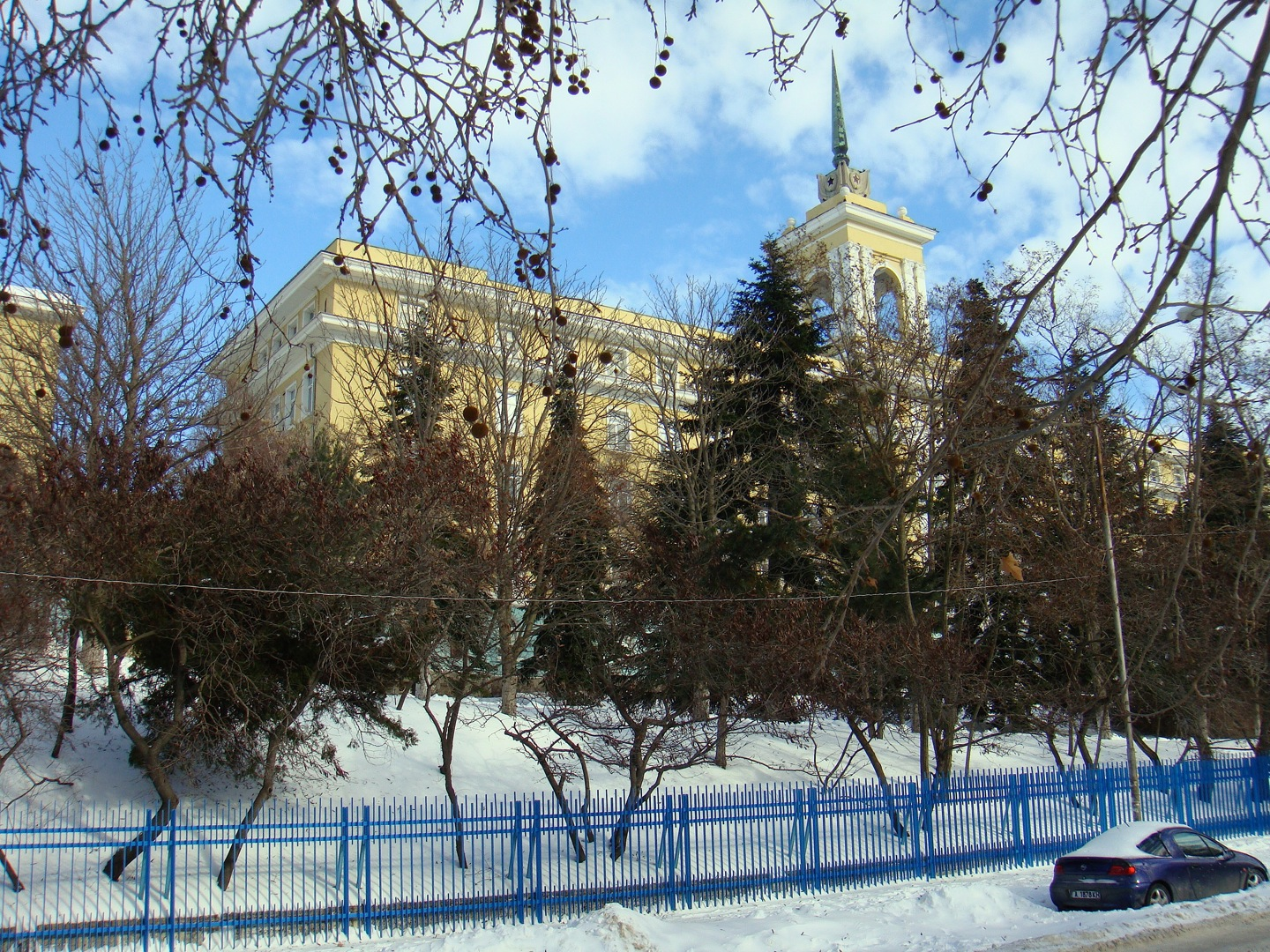
Academia Naval Nikola Vaptsarov no inverno

10. Tecnologias de informação e comunicação no setor marítimo.

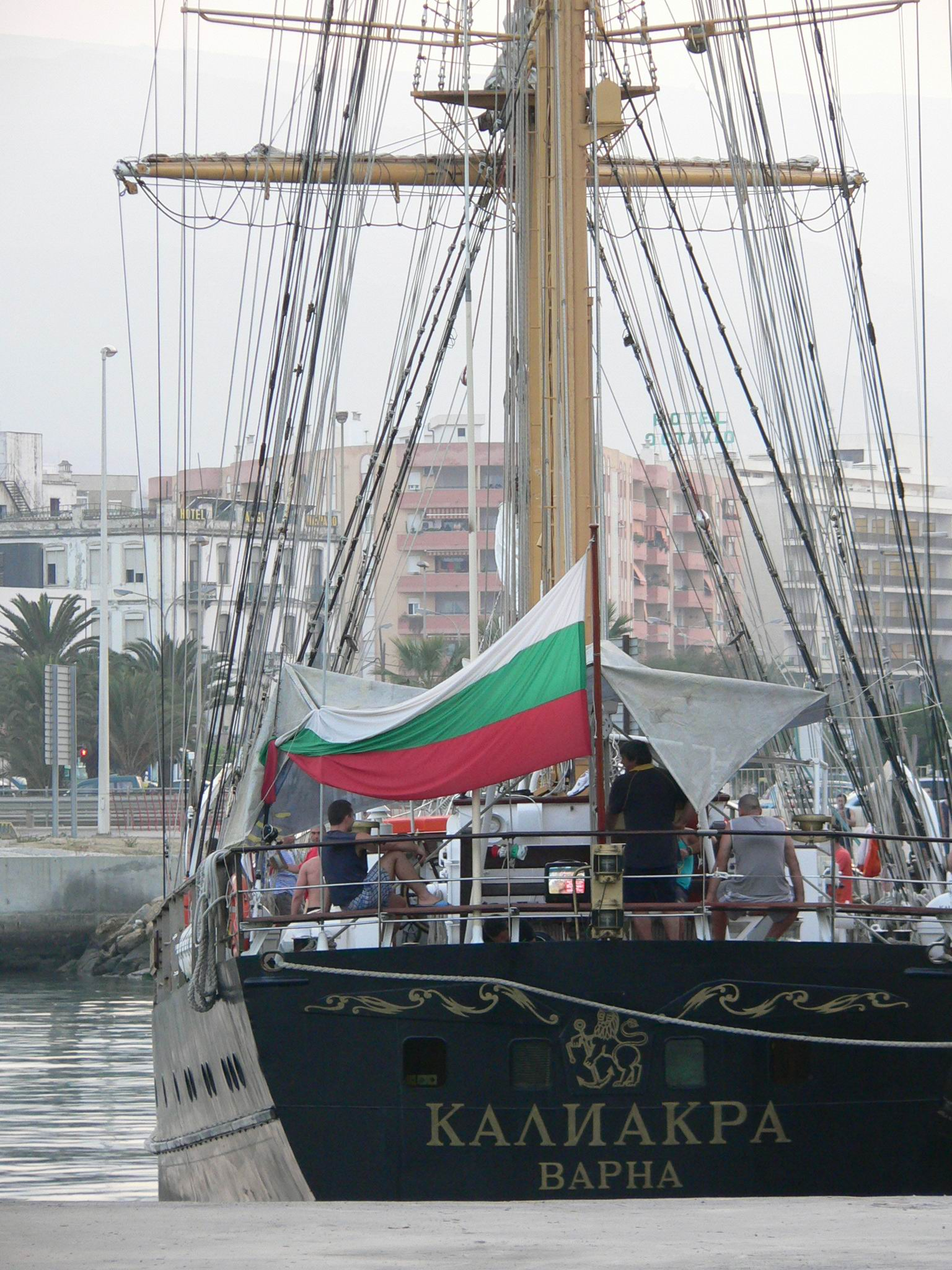
Veleiro "Kaliakra" no BMF em Algeciras, Espanha

## Nomes
- Escola Marinha (9 de janeiro de 1881)
- Escola de Máquinas
- Escola Técnica
- Escola Naval-Oficial da Marinha (1892-1900)
- Escola de Mecânica da Marinha (1900 - 1906)
- Escola Mecânica em Sua Alteza Real (1906-1908)
- Escola Mecânica da Marinha de Sua Majestade (1908-1917)
- Escola Marinha Mecânica (1917-1920)
- Escola Mecânica Marinha (1920-1929)
- Escola Marinha (1929-1942)
- Escola Naval de Sua Majestade (1942-1945)
- Escola Nacional Naval nas tropas do mar (1945-1946)
- Escola Naval Nacional (1946-1949)
- Escola Naval Nacional “ N. Y. Vaptsarov” (1949-1956)
- Escola Naval Superior “ N. Y. Vaptsarov” (1956-1991)
- Escola Naval Nacional “ N. Y. Vaptsarov” (desde 1991)

## Chefes
Líderes (títulos estão na data de posse):
| Engenheiro mecânico assistente Pavel Alekseevich Mashin (1881 - 1882). | Capitão II ordem Sava Ivanov (1928 - 1931).                       |
| Engenheiro mecânico, tenente Pavel Mih. Isotov (1882 - 1884).          | Major Bacho N. Rachev (1931 - 1934).                              |
| Engenheiro mecânico, capitão Pavel D. Kuzminski (1884 - 1885).         | Capitão tenente Petar Nedelchev (1934 - 1935).                    |
| Mecânico da II ordem Alexei Teodorov Nadine – 1885.                    | Capitão II ordem Todor D. Tsitselkov – 1935.                      |
| Engenheiro mecânico, Michman l ordem K. R. Bozhkov (1885-6,1899-1900). | Capitão tenente Stefan Hrankov – 1936.                            |
| Tenente junior da l ordem Vladimir Vl . Lutskii – 1886.                | Capitão tenente Pavel Pavlov – 1936.                              |
| Tenente junior da l ordem Vladimir P. Kissimov (1886 - 1888).          | Tenente Stanley Valkov( 1936 - 1937).                             |
| Capitão Metodi St. Boychev (1888 - 1895).                              | Capitão II ordem Stefan T. Tsanev (1937 - 1939, 1940, 1941-1944). |
| Tenente Stancho D. Dimitriev ( 1895 1896).                             | Capitão tenente Georgi G. Petsov (1939 - 1940).                   |
| Tenente junior da l ordem Stefan H. Abadzhiev (1896 - 1897).           | Capitão II ordem Atanas Shalpatov (1944 - 1945).                  |
| Tenente junior da l ordem Yordan Minkov – 1897.                        | Capitão I ordem Anjo I. Papazov( 1945 - 1946, o 1949 - 1955).     |
| Tenente junior da l ordem Nikola Popov – 1898.                         | Capitão II ordem Vasil H. Kutevski (1946 - 1947).                 |
| Tenente junior da l ordem Simeon M. Vinarov (1898 - 1899).             | Capitão II ordem o Dimitar E. Minkov – 1947.                      |
| Engenheiro mecânico, tenente Todor Solarov (1900 - 1906).              | Capitão II ordem Branimir Ormanov 1947 – 1948.                    |
| Capitão tenente Dimitar D. Dobrev ( 1906 - 1908).                      | Capitão II ordem Stefan Nikolov 1948 – 1949.                      |
| Capitão tenente Dimitar G. Kovachev ( 1908 - 1910).                    | Capitão II ordem Metodi D. Mutafov 1956 – 1959.                   |
| Capitão tenente Ivan D. Angelov (1910 - 1912).                         | Contra-almirante Dicho Uzunov 1959 – 1972.                        |
| Capitão II ordem Rashko Serafimov – 1913.                              | Contra-Almirante Chavdar Manolchev 1972 – 1975.                   |
| Capitão tenente Boris Popov ( 1913 - 1914).                            | Capitão I ordem Petko Y. Halachev (1975 - 1976).                  |
| Capitão tenente Georgi A. Antonov (1914 - 1915).                       | Capitão I ordem Emil Stanchev (1976 - 1982).                      |
| Tenente Kiril G. Svetogorskis (1915 - 1919).                           | Capitão I ordem Rumen Popov (1982 - 1990).                        |
| Capitão tenente Ivan A. Mihailov (1919 - 1920, 1921 - 1924).           | Capitão I ordem Mincho Bakalov (1990 - 1996).                     |
| Tenente Vasil G. Ignatov ( 1920 - 1921).                               | Capitão I ordem Mihail D. Yonov (1996 - 1998, 2000 - 2001).       |
| Tenente Boris Stanev – 1921.                                           | Capitão I ordem Assoc Prof. Ivan Yordanov ( 1998 - 2000).         |
| Capitão tenente Georgi Slavyanov (1924 - 1926).                        | Capitão I ordem Stanko Stankov (2002 - 15.11.2007).               |
| Capitão tenente Petar I. Kashlakev ( 1926 - 1927).                     | Capitão I ordem Dimitar Angelov ( 15.11.2007 - 26.5.2011).        |
| Capitão II ordem Todor V. Todorov (1927 - 1928).                       | Capitão I ordem Prof. Dr.Sc Boyan Mednikarov (desde 27.5.2011).   |